# Stephan Reimund Senge

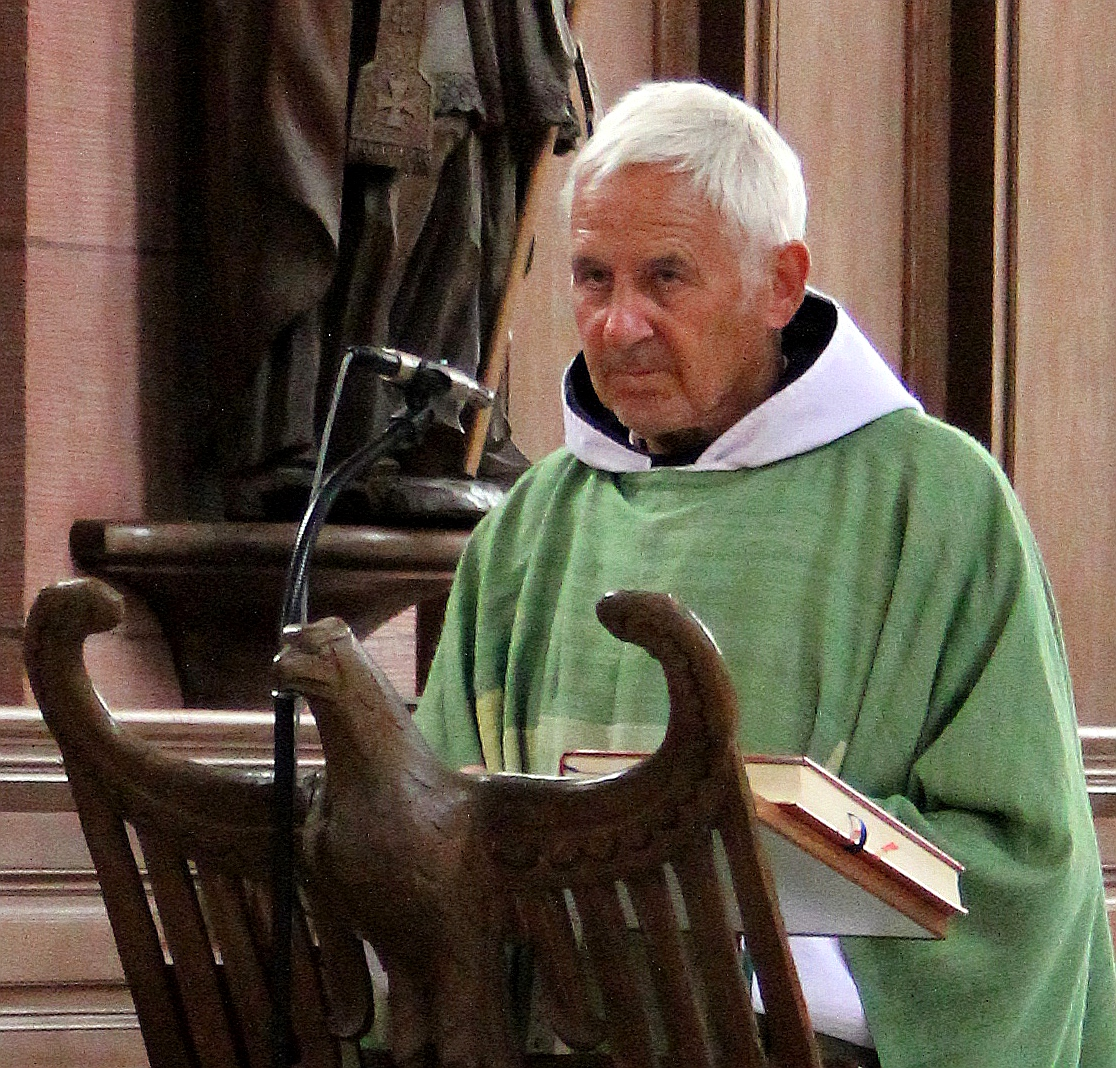
Pater Stephan Reimund Senge

Stephan Reimund Senge OCist (* 29. März 1934 in Hannover) ist ein deutscher Ordenspriester, Theologe, Schriftsteller, Dichter und Entwicklungshelfer im Sudan.

## Leben
Senge machte seine Matura in Wien und trat 1958 als Mönch in die Zisterzienser-Abtei Himmerod in der Eifel ein. An der Theologischen Hochschule Beuron studierte er katholische Theologie und empfing 1964 die Priesterweihe.
Bundesweite Bekanntheit erlangte Senge als Autor von über 30 Büchern mit Lyrik, Prosa, Erzählungen, Tagebuchtexten und Parabeln. Auch verfasste er einen Roman. Die überwiegend spirituellen und meditativen Werke erschienen fast alle im Verlag Himmerod-Drucke und wurden größtenteils von der Grafikerin Ursula Hess illustriert. Senge gehört zu den wenigen christlichen Autoren aus Westdeutschland, die auch in der DDR publiziert wurden.
Anlässlich seines 70. Geburtstags erschien der fast 600 Seiten starke Sammelband Ein Lächeln, so etwa um sechs mit Texten aus über 30 Jahren Autorentätigkeit. Für sein schriftstellerisches Schaffen wurde er 1996 mit dem Ehrenring der Europäischen Autorenvereinigung „Die Kogge“ geehrt.
Angeregt durch eine Ordensfrau, Mutter Emanuelle, die zugunsten der sogenannten „Müllmenschen“ in den Slums von Kairo tätig ist, gründete Senge 1997 die Initiative Sudan, die sich dem Schutz und der Förderung der Menschen im Völkerkriegsgebiet im Südsudan widmet und beispielsweise für den Bau von Brunnen und Schulen sorgt. Mehrere Wochen verbringt Senge jedes Jahr selbst im Sudan und überwacht das Fortschreiten der Projekte und die Verwendung der gesammelten Spendengelder. Für sein Engagement in der Entwicklungshilfe wurde er 2022 mit dem Bundesverdienstkreuz am Bande ausgezeichnet.
In der Abtei Himmerod war er für die Gästebetreuung und die Exerzitienkurse zuständig. Außerdem gibt er mehrmals jährlich den Himmeroder Rundbrief heraus. Zweimal jährlich leitet er eine „Meditationswanderung“ – eine Woche Paddeln oder Wandern – mit etwa 20–30 Teilnehmern. Als Moderator führt er durch die Talkreihe Biblisches Nachtcafé, in der er Menschen präsentiert, deren Leben und Wirken in ungewöhnlicher Weise vom Glauben beeinflusst wird.
In der Zeit vom 18. Januar bis 10. Oktober 2011 leitete er die Abtei als Prior-Administrator. Pater Thomas Denter löste ihn in dieser Aufgabe ab.
Nach der Aufhebung der Abtei und dem Auszug der verbliebenen Mitbrüder 2017 verblieb er als letzter Mönch in Himmerod.

## Publikationen

### Schriften (Auswahl)
- Gelitten aus Botschaften (Lyrik, 1973)
- Grenzgängig (Lyrik, 1975)
- Ausgeritten du Späher (Lyrik, 1977)
- Ausgeschlagen mein Pendel Liebe (Lyrik, 1977)
- Himmeroder Skizzenbuch (Lyrik, 1979)
- Wider die Fürchtemaschine (Lyrik, 1980)
- Spiel-Räume zum Lobpreis (Psalmenbuch, gemeinsam mit Wilhelm Willms, 1983)
- Horchlieder (Lyrik, 1984)
- Kanon im Boot zu singen (Briefe um Himmerod, 1985)
- Für Dich und gegen die Totschweiger (Lyrik, 1985)
- Sätze vom Himmel pflücken (Lyrik, 1986)
- Die Birke ragt in den Himmel (Prosa, Leipzig 1986)
- … und kreuzte seine Spur (Roman, 1988)
- Geschichten vom kleinen Mann und der kleinen Frau (Erzählungen, 1989)
- Flösse und Zitronenfalter (Geschichten, 1989)
- Die Mauer sei durchlässig (Lyrik, 1990)
- Singen die Drähte im Ostwind (Geschichten, 1991)
- Ende der Vorworte (Geschichten, 1991)
- … dass ich dazwischensinge (Lyrik, 1992)
- …und fliegen quer in den Himmel (Geschichten und Gedichte, 1993)
- Von Birke und Wind (Lyrik, 1993)
- Von Sprüngen und Sätzen mit Dir (Lyrik 1996)
- Warteschleifen (Tagebuch, 1997)
- Sudanesisches Tagebuch (Tagebuch, 1998)
- Abseits des Weltgewissens (Tagebuch, 1998)
- Hass – und Dein Lächeln (Gedichte und Fotografien aus dem Sudan, 2000)
- Geheime Lesesache Mönche (Szenen, 2002)
- Türklopfer bei Nacht (Gedichte, 2002)
- Die dunkle Hand in der meinen (Lyrik, 2004)
- Ein Lächeln, so etwa um sechs (Sammelband, 2004)
- Von Engeln und Nachtwandlern (2006)
- Von der versteckten Freude – Autobiografische Skizzen (2019) (Himmeroder Buchreihe, Bd. 69)

### Hörbücher
- Vom Aufbrechen und Dazwischensingen. Stephan Reimund Senge liest aus seinen Büchern (MC)
- Der Engel im Bahnhof. Stephan Reimund Senge liest neue Geschichten und Gedichte (MC)
- Von Engeln und Nachtwandlern (CD)

### Mitherausgeberschaft, Mitveröffentlichungen
- Hiob kommt nach Himmerod (Geschichten, 1974)
- Unverhofft (Liedermacher in Himmerod, 1978)
- Jakob und der Andere (1982)
- An meiner Fähre versammeln (Lyrik, 1984)
- Himmerod und anderswo (Lyrik, Prosa, Grafik, 1994)